# Здвижевка
Здви́жевка (укр. Здвижівка) — село, входит в Бучанский район Киевской области Украины.
Занимает площадь 36,8 км².

## История
Основано в 1780 году. 
В 1946 году указом ПВС УССР село Фелициаловка переименовано в Здвижевку.
В феврале-марте 2022 года село находилось под российской оккупацией в ходе вторжения России в Украину. Через село проходила российская военная колонна, направлявшаяся в Киев. По утверждению Генерального штаба Вооружённых сил Украины, в селе стояли 370 тентованных грузовых армейских автомобилей, которые были уничтожены огнём украинской артиллерии. По данным Национальной полиции Украины, в селе было обнаружено 16 тел мирных жителей, погибших за время российской оккупации. В апреле 2024 года Бородянский районный суд Киевской области приговорил российского военнослужащего Радика Гукасяна из 331-го парашютно-десантного полка к 12 годам лишения свободы по обвинению в убийстве мирного жителя в селе Здвижевка.

## Население
Население Здвижевки по переписи 2001 года составляло 1132 человека.

## Местный совет
Здвижевка — административный центр Здвижевского сельского совета.
Адрес местного совета: 07830, Киевская обл., Бородянский р-н, с. Здвижевка, ул. Ленина, 102.